# Luka nad Jihlavou
Luka nad Jihlavou (německy Wiese an der Igel) jsou městys v okrese Jihlava v Kraji Vysočina. Žije zde přibližně 3 100 obyvatel. Obec je centrem mikroregionu Loucko.

## Název
Název se vyvíjel od varianty Luca (1378), de Luk (1413), Lauky (1585), z Luk (1593), na Lukách, z Luk (1597), Wiese (1633), Wiesze (1679), Wiese (1718), Wiese a Louka (1720), Wiese (1751), Wiese a Lauka (1846), Wiese a Louka (1872) až k podobám Wiese a Luka v roce 1893. Místní jméno je odvozeno od slova louka.

## Historie
První stopy člověka se v této obci objevily v mladší době kamenné. V okolí byl nalezen kamenný mlat a vrtaný kamenný nástroj z doby s kulturou lineární keramiky. Nálezy jsou umístěny v muzeu v Jihlavě.
Bezpečně je stáří obce doloženo písemnou zmínkou pocházející z roku 1378 na přídomku Petra de Luca. Předpokládané stáří je však mnohem vyšší. V roce 1755 bylo povýšeno na městečko. Sbor dobrovolných hasičů vznikl 30. srpna 1879, v roce 2013 má 89 členů.
Od roku 1869 sem přísluší Otín, Předboř a Svatoslav. V letech 1869–1880 sem příslušely jako osada Bítovčice, ty sem opět spadaly v období od 1. ledna 1989 do 31. prosince 1991. Od 1. ledna 1989 do 31. prosince 1991 sem patřily i Vysoké Studnice. Od 1. července 1989 do 31. prosince 1991 k Lukám příslušel Kozlov.
Obec Luka nad Jihlavou v roce 2002 obdržela ocenění v soutěži Vesnice Vysočiny, konkrétně získala ocenění modrý diplom, tj. diplom za vzorné vedení obecní knihovny.
10. října 2006 byl obci vrácen status městyse.

## Přírodní poměry
Luka nad Jihlavou leží v okrese Jihlava v Kraji Vysočina. Nacházejí se 3,5 km jižně od Vysokých Studnic, 3 km západně od Bítovčic a 7,5 km západně Kamenice, 9 km severně od Brtnice, 5 km severovýchodně od Puklic, 11 km východně od Jihlavy a 5 km jihovýchodně od Velkého Beranova. Geomorfologicky je oblast součástí Česko-moravské subprovincie, nachází se na rozmezí Hornosázavské pahorkatiny a Křižanovské vrchoviny a jejich podcelku Jihlavsko-sázavská brázda, respektive Brtnická vrchovina, v jejich rámci spadá pod geomorfologické okrsky Beranovský práh a Zašovický hřbet a Řehořovská pahorkatina. Průměrná nadmořská výška činí 442 metrů. Nejvyšším bodem na katastrálním území je s výškou 564 m n. m. vrch zvaný Babylon nacházející se blízko Svatoslavi. Městysem protéká řeka Jihlava, do které se v dolní části náměstí vlévá Kozlovský potok.

## Obyvatelstvo
Podle sčítání 1930 zde žilo v 339 domech 1932 obyvatel. 1902 obyvatel se hlásilo k československé národnosti a 12 k německé. Žilo zde 1793 římských katolíků, 6 evangelíků, 85 příslušníků Církve československé husitské a 5 židů.
| Rok            | 1869  | 1880  | 1890  | 1900  | 1910  | 1921  | 1930  | 1950  | 1961  | 1970  | 1980  | 1991  | 2001  | 2011  |
| -------------- | ----- | ----- | ----- | ----- | ----- | ----- | ----- | ----- | ----- | ----- | ----- | ----- | ----- | ----- |
| Počet obyvatel | 1 347 | 1 387 | 1 611 | 1 802 | 2 007 | 2 053 | 2 274 | 2 125 | 2 269 | 2 290 | 2 376 | 2 335 | 2 480 | 2 663 |

## Správa a politika

### Místní části, členství ve sdruženích
Městys se člení na 4 místní části – Luka nad Jihlavou, Otín, Předboř a Svatoslav, které leží na čtyřech samostatných katastrálních území (pojmenované „Luka nad Jihlavou“, „Otín nad Jihlavou“, „Předboř nad Jihlavou“ a „Svatoslav nad Jihlavou“) a čtyři stejnojmenné základní sídelní jednotky. K obci též patří menší část osady Loudilka.
Luka nad Jihlavou jsou členem Svazku obcí mikroregionu Loucko a místní akční skupiny LEADER - Loucko.

### Zastupitelstvo a starosta
Městys má patnáctičlenné zastupitelstvo, v čele pětičlenné rady stojí starosta Ing. Martin Dvořák a místostarostka Jana Zelníčková
| Období    | Voliči | Účast v % | Mandáty | Výsledky | Starosta     |
| --------- | ------ | --------- | ------- | --- | ------------ |
| 2002–2006 | 2001   | 59,42     | 15      | 5 Sdružení nezávislých 5 KDU-ČSL 4 SNK Luka n.Jihl.2002 1 ČSSD                                                                 | Viktor Wölfl |
| 2006–2010 | 2048   | 56,79     | 15      | 6 Sdruž. nezáv. SNK ED 5 KDU-ČSL 2 Sdruž.nez.kand.-Luk.n/Ji 2006 2 ČSSD                                                        | Viktor Wölfl |
| 2010–2014 | 2133   | 55,27     | 15      | 6 Sdružení NK a strany TOP 09 4 KDU-ČSL 3 SNK - SDH Luka nad Jihlavou 2 Sdružení ČSSD a NK                                     | Viktor Wölfl |
| 2014–2018 | 2239   | 53,46     | 15      | 4 KDU-ČSL 4 SDRUŽENÍ NK A HNUTÍ STAN 2 ČSSD a nezávislí kandidáti 2 ODS 2 SNK Evropští demokraté 1 SNK - SDH Luka nad Jihlavou | Viktor Wölfl |

### Znak a vlajka
Právo užívat znak a vlajku bylo městysi uděleno rozhodnutím Poslanecké sněmovny Parlamentu České republiky dne 21. června 1999. Znak: V červeno-modře šikmo děleném štítě na zlatém návrší stříbrný jeřáb se zlatou zbrojí, držící v pravém pařátu zlatý kámen. Vlajka: Červeno-modře šikmo dělený list, uprostřed bílý jeřáb se žlutou zbrojí držící v pravém pařátu žlutý kámen. Poměr šířky k délce listu je 2:3.

## Hospodářství a doprava
V Lukách sídlí firmy Dřevomat Hlávka s.r.o., EKORY Jihlava, spol. s r.o., BESTLUKA s.r.o., Jihlavská vrtná, s.r.o., U Koloucha s.r.o., BUWOL METAL s.r.o., DAICO family s.r.o., LSL spol. s r.o., IRBIS PANDA, spol. s r. o., COMON, s.r.o., BYT A DŮM s.r.o., ARCÁDE COLOR s.r.o., Stavebniny H 2 PLUS s.r.o., MEGA & CFC, HOLZFABRIK GmbH, spol. s r.o., VACONT, s.r.o., AMPRO CZ s.r.o., Victoria Nature Living s.r.o., HERALECKÝ ELEKTRO s.r.o., HYDAPRESS CZ s.r.o., Rimesio s.r.o., Truhlářství Čermák s.r.o., Cam Granito, s.r.o., DOVATRANS s.r.o., XoVital s.r.o., TempEco s.r.o., Obchodní společnost CFC, s.r.o. V městysu je umístěna Chalupa U bílé skály, restaurace Kolnička, benzinová stanice DOVATRANS s.r.o. a pobočka České pošty. Služby také poskytuje pediatr, 2 praktičtí lékaři, zubař a gynekolog. Pečovatelskou službu zajišťuje Oblastní charita Jihlava.
Městysem prochází silnice II/404 spojující Luka nad Jihlavou s městem Brtnicí z jedné strany a se silnicí II/602 z druhé strany. Ostatní silnice jsou III. třídy. Železnice byla v obci vybudována roku 1870, jedná se o železniční trať Brno–Jihlava. Dopravní obslužnost zajišťují dopravci ICOM transport a České dráhy. Autobusy jezdí ve směrech Jihlava, Brno, Kamenice, Kamenička, Bítovčice, Vržanov, Měřín, Puklice, Řehořov a Velké Meziříčí a vlaky ve směrech Brno a Jihlava. Obcí prochází cyklistické trasy č. 5215 z Kozlova do Uhřínovic, č. 162 z Jihlavy do Bransouzí a modře a červeně značené turistické trasy. Dále zde prochází část cyklostezky Jihlava – Třebíč – Raabs vedoucí převážně údolím řeky Jihlavy.

## Školství, kultura a sport
Základní škola a Mateřská škola Luka nad Jihlavou je příspěvková organizace zřizovaná městysem Luka nad Jihlavou. Ve školním roce 2014/2015 měla 13 tříd s 270 dětmi. Do školy dojíždějí i žáci z okolních vesnic – Otín, Předboř, Svatoslav, Bítovčice a Vysoké Studnice. Mateřská škola má tři třídy a kapacitu 75 dětí. Dále v městysi funguje Mateřské centrum Domeček.
Knihovna sídlí v budově obecního úřadu. Místní kulturní středisko Luka nad Jihlavou pořádá řadu kulturních akcí. Místní muzeum Luka nad Jihlavou bylo otevřeno v roce 2004. Kino Panorama provozují Služby Luka. V Lukách působí Sbor dobrovolných hasičů Luka nad Jihlavou. V městysi působí pionýrská skupina Luka nad Jihlavou, Junák - svaz skautů a skautek ČR, středisko Luka nad Jihlavou má dva oddíly 1. oddíl Orka a 2. chlapecký oddíl. Jednota Orel Luka nad Jihlavou měla v roce 2014 25 členů. Mezi dalšími zájmovými organizacemi jsou zastoupeny Kynologický klub Luka nad Jihlavou, Hudební sdružení JORDÁN, Hudební sdružení Karakum, Veterán Klub Vysočina, Základní organizace Českého zahrádkářského svazu Luka nad Jihlavou a Kamarádi Balkánského Ranče.
SK Buwol Metal Luka nad Jihlavou hrál v sezoně 2014/2015 Krajský přebor mužů a B tým III. třídu mužů v okrese Jihlava. Klub má i mužstva dorostu, starších a mladších žáků a přípravku. V roce 1932 byl založen fotbalový klub SK Slavia Luka. Tělocvičná jednota Sokol Luka nad Jihlavou měla v roce 2014 150 členů, kteří se věnují sportům aerobic, florbal, fotbal, rekreační volejbal, tenis a lyžování. Jednota vznikla v roce 1919, vlastní kurty a sokolovnu postavenou v roce 1928, členové se rovněž zabývají historickým šermem, futsalem i ochotnickým divadlem. U Luk se nachází lyžařské středisko s lanovkou a výukou lyžování.

## Pamětihodnosti
- Zámek Luka nad Jihlavou
- Jízdárna pod zámkem
- Kostel svatého Bartoloměje
- Sýpka
- Boží muka
- Socha svatého Jana Nepomuckého
- Skleník

## Rodáci
- Jaroslav Řehoř (1915–1987), válečný letec – pilot 313. čs. stíhací perutě RAF[48]
- Jaroslav Souček (1922–1989), válečný letec – mechanik 312. čs. stíhací perutě RAF

## Partnerská města
- Forst, Německo
- Reutigen, Švýcarsko

## Galerie

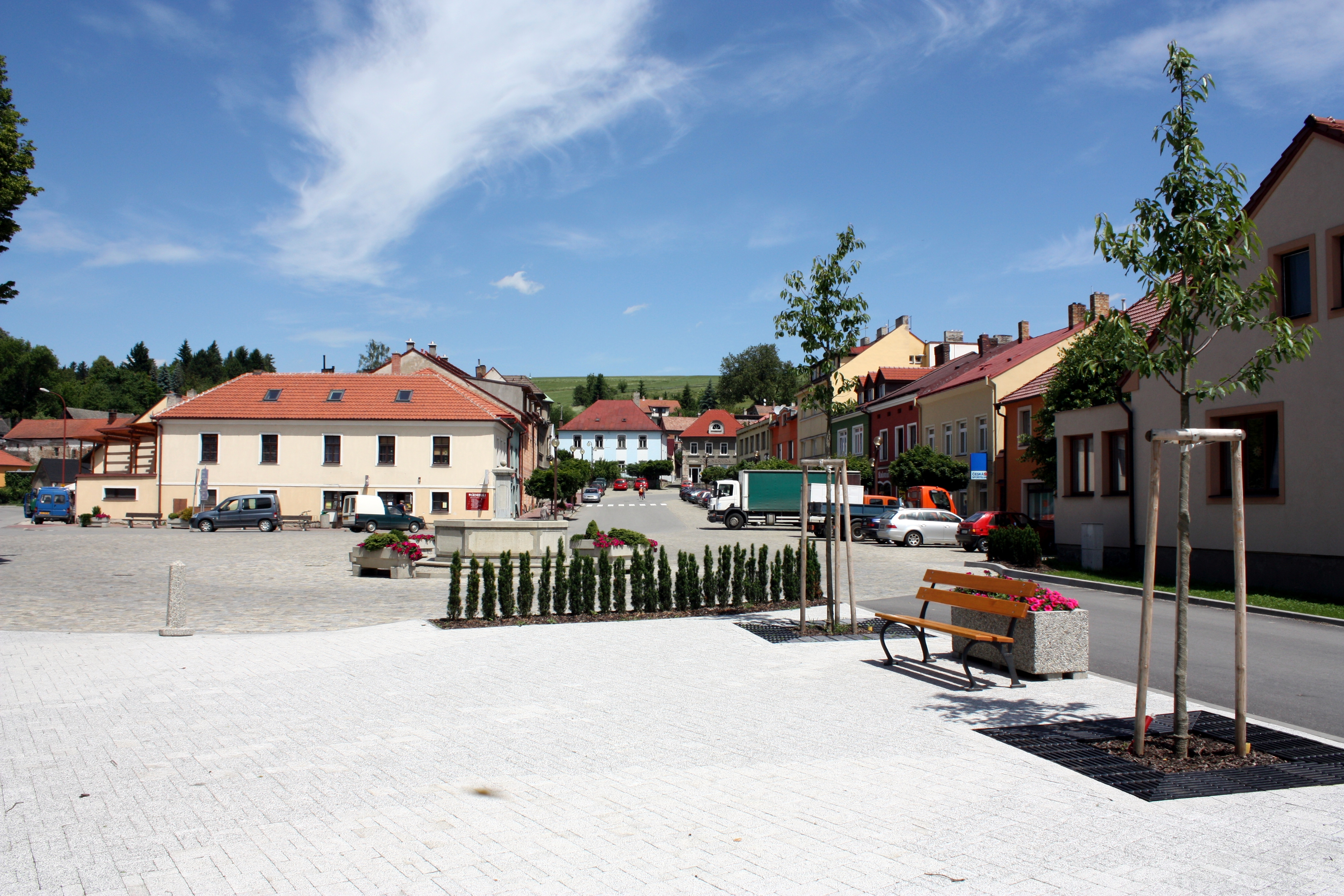
náměstí 9. května
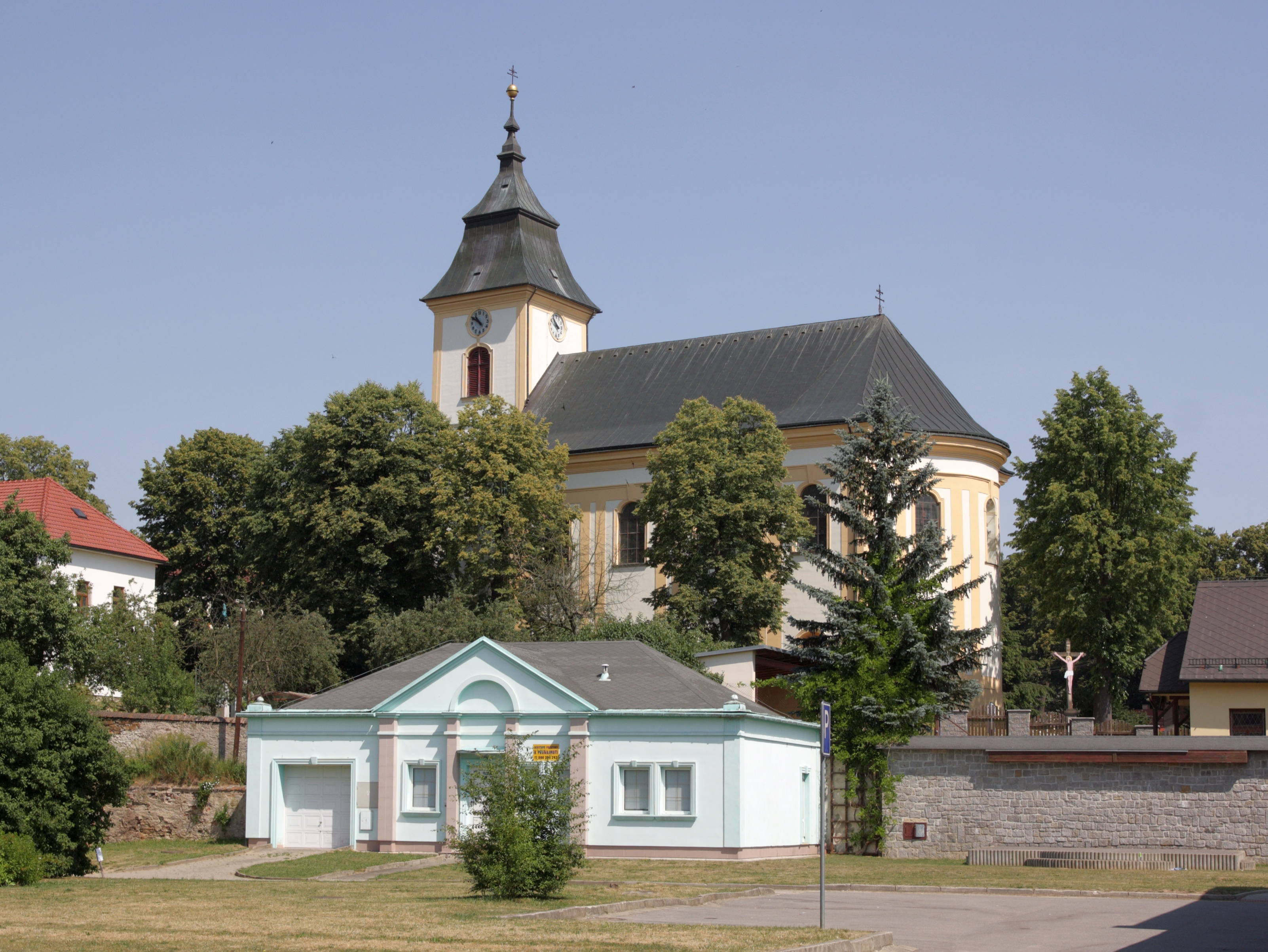
kostel svatého Bartoloměje
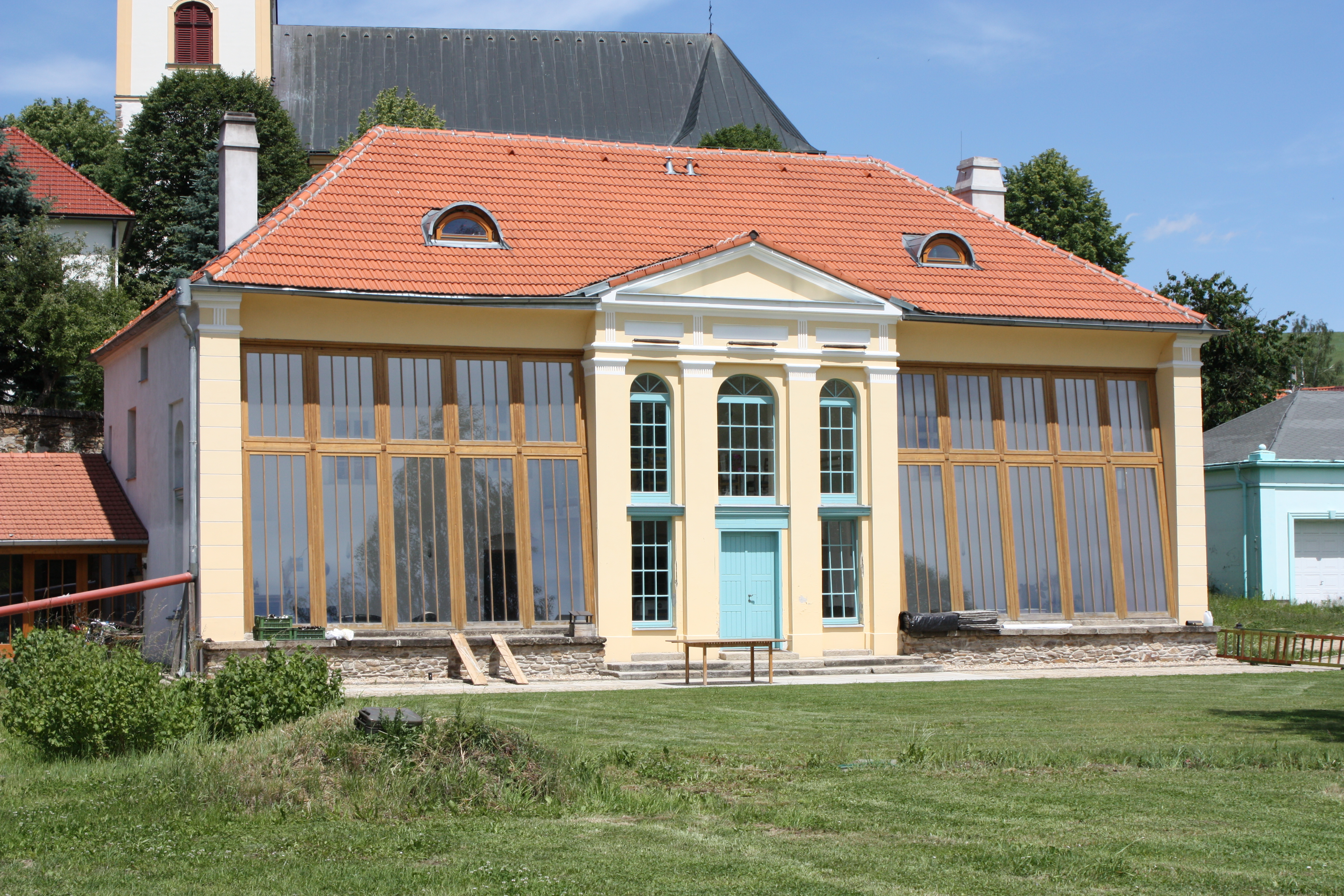
skleník z počátku 19. století
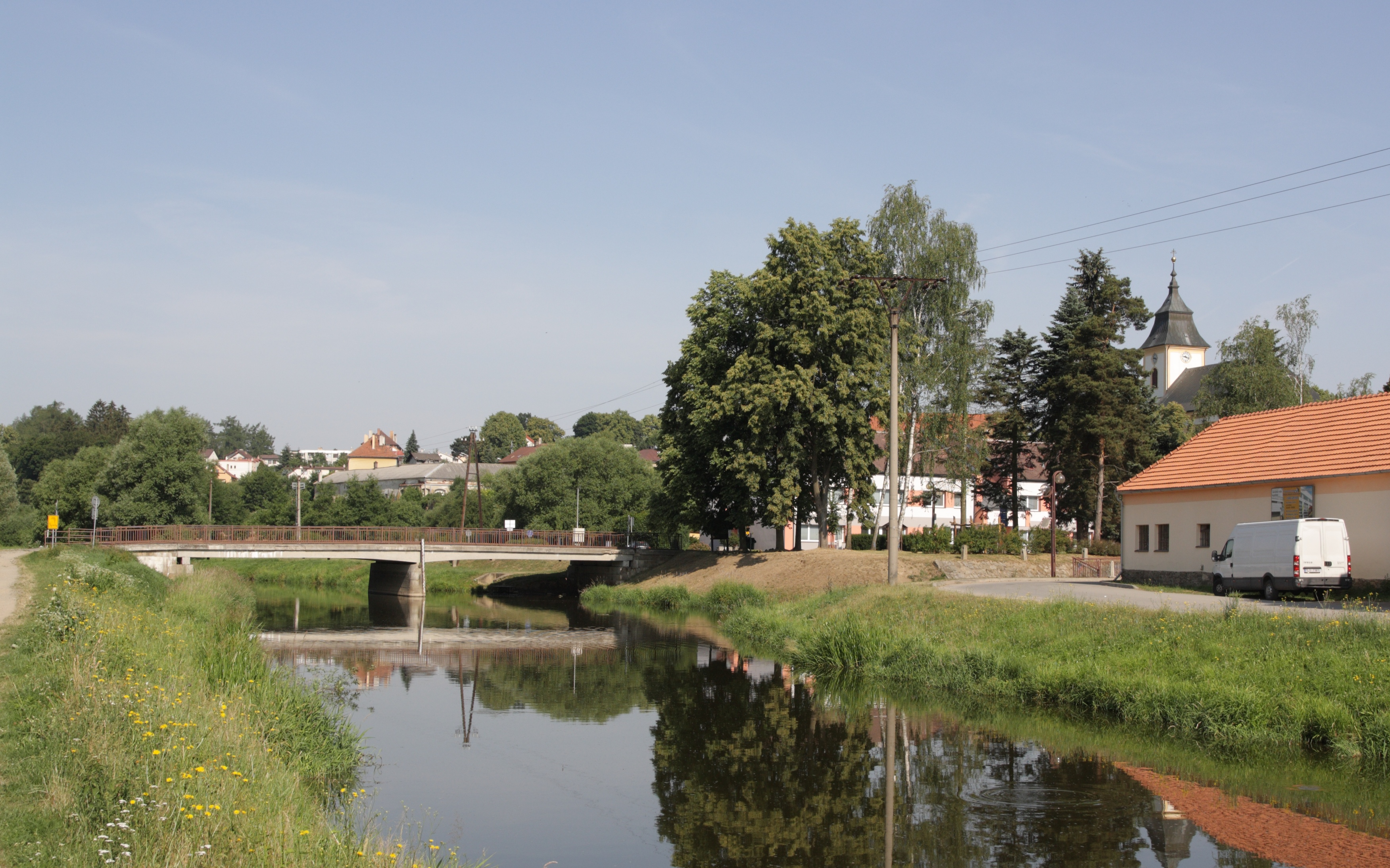
most přes Jihlavu
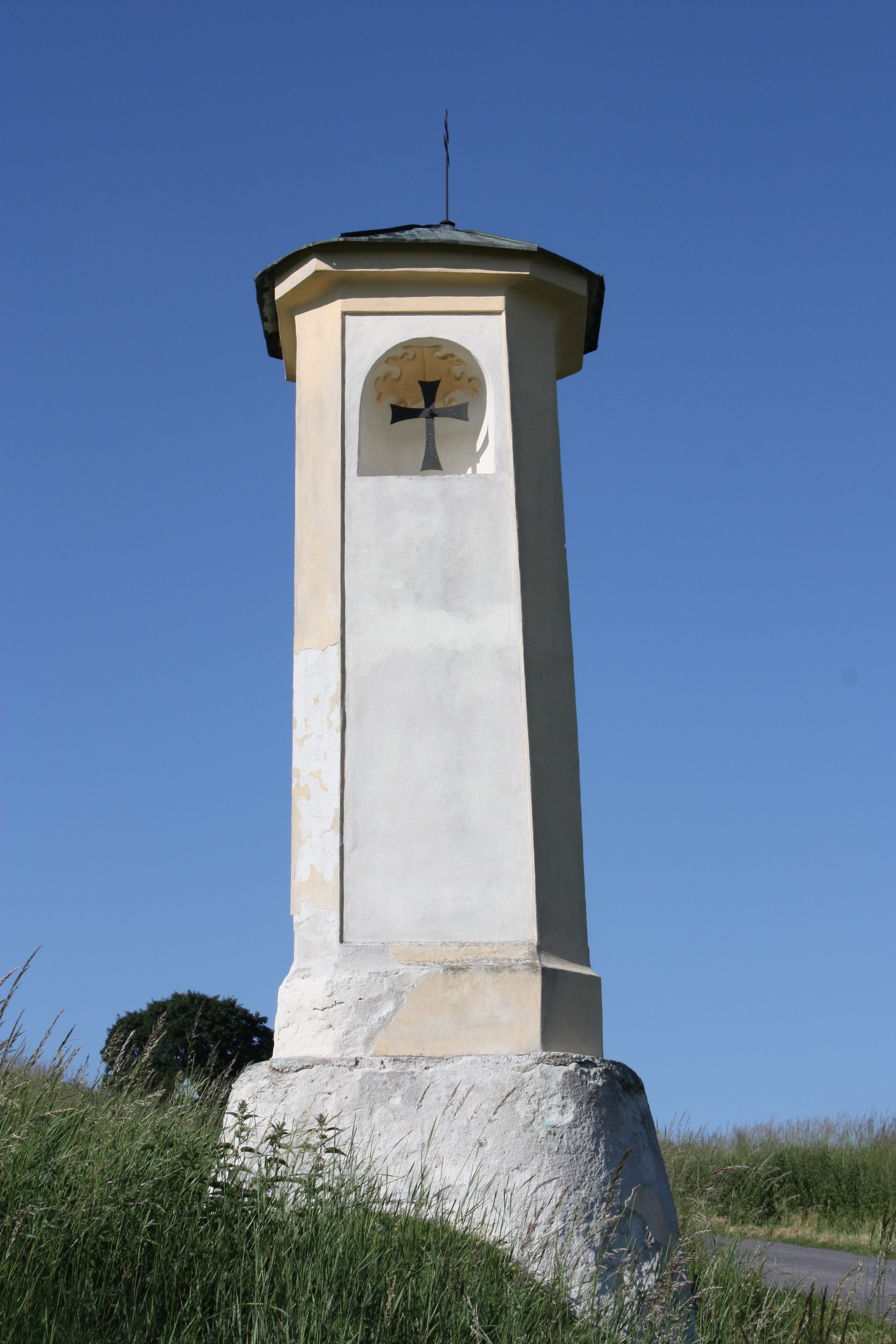
boží muka
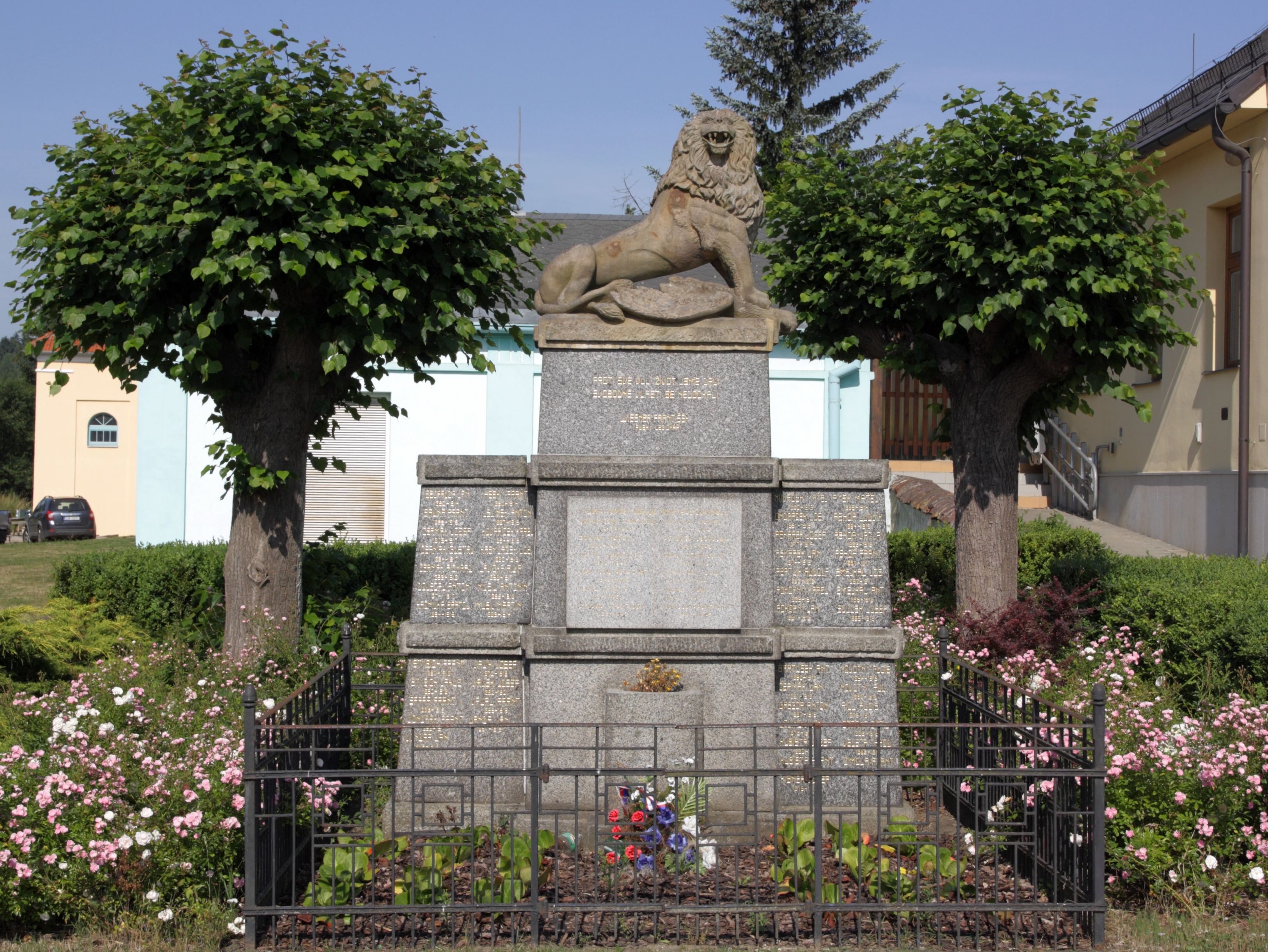
pomník padlým